# Kiegészítő melléklet
A kiegészítő melléklet a gazdasági társaságok éves beszámolójához a magyar számviteli törvény előírásai szerint csatolandó, szöveges dokumentumfajta neve. (Az éves beszámoló mérlegből, eredménykimutatásból és kiegészítő mellékletből áll. Tartalmaznia kell mindazokat a kiegészítő információkat, amelyek szükségesek a mérleg és eredménykimutatás megértéséhez.

## Kötelező tartalma
A magyar számviteli előírások szerint a kiegészítő mellékletnek tartalmaznia kell
- a valós vagyoni, pénzügyi és jövedelmi helyzet értékelését,
- a számviteli politika meghatározó elemeinek leírását,
- a beszámoló elkészítésénél alkalmazott eljárásokat,
- a tárgyidőszakban esetlegesen feltárt jelentős összegű hibák hatását,
- a kapcsolt vállalkozásokat, és a velük való üzleti kapcsolatokat,
- a vezető tisztségviselők, igazgatóság és felügyelő bizottság által kapott juttatásokat,
- a konszolidálásra vonatkozó eljárásokat és adatokat,
- az időbeli elhatárolások részletezését,
- a mérlegen kívüli kötelezettségek bemutatását,
- a függő és biztos kötelezettségvállalásokat,
- a saját tőke változását, valamint a saját részvények (üzletrészek) visszavásárlását,
- átlagos létszám- és béradatokat,
- a rendkívüli tételeknek a társasági adóra gyakorolt hatását,
- a befektetett eszközök változását,
- az értékpapírok értékelésének változását,
- az exportértékesítés árbevételét a felvevő piacok szerinti bontásban
- az értékesítés árbevételét tevékenységek szerinti bontásban,
- a kapott támogatásokat,
- a kutatás-fejlesztésre fordított összegeket,
- a környezetvédelmi rendeltetésű eszközöket és kötelezettségeket,
- a vállalkozás telephelyeire vonatkozó adatokat.